# 第204回国会
第204回国会（だい204かいこっかい）とは、2021年（令和3年）1月18日に召集された通常国会。会期は同年6月16日までの150日間。

## 各党・会派の議席数
| 計465、2021年（令和3年）6月16日時点 - 自由民主党・無所属の会 - 277 - 立憲民主党・無所属 - 114 - 公明党 - 29 - 日本共産党 - 12 - 日本維新の会・無所属の会 - 11 - 国民民主党・無所属クラブ - 10 - 無所属 - 10 - 欠員 - 2 | 計245、2021年（令和3年）6月16日時点 - 自由民主党・国民の声 - 112 - 立憲民主・社民 - 45 - 公明党 - 28 - 日本維新の会- 16 - 国民民主党・新緑風会 - 15 - 日本共産党 - 13 - 沖縄の風 - 2 - れいわ新選組 - 2 - 碧水会 - 2 - みんなの党 - 2 - 各派に属しない議員 - 7 - 欠員 - 1 |

## 主な審議議案

### 閣法（内閣提出法律案）
| 提出回次 | 番号 | 議案件名                                                                                               | 結果 | 成立日  | 備考 |
| -------- | ---- | --- | ---- | ------- | ---- |
| 204      | 26   | デジタル社会形成基本法案                                                                               | 成立 | 5月12日 |      |
| 204      | 27   | デジタル庁設置法案                                                                                     | 成立 | 5月12日 |      |
| 204      | 35   | 少年法等の一部を改正する法律案                                                                         | 成立 | 5月21日 |      |
| 204      | 41   | 育児休業、介護休業等育児又は家族介護を行う労働者の福祉に関する法律及び雇用保険法の一部を改正する法律案 | 成立 | 4月16日 |      |
| 204      | 47   | 地球温暖化対策の推進に関する法律の一部を改正する法律案                                                 | 成立 | 5月26日 |      |
| 204      | 62   | 重要施設周辺及び国境離島等における土地等の利用状況の調査及び利用の規制等に関する法律案                 | 成立 | 6月16日 |      |

### 衆法（衆議院議員提出法律案）
| 提出回次 | 番号 | 議案件名                                                             | 結果 | 成立日  | 備考 |
| -------- | ---- | -------------------------------------------------------------------- | ---- | ------- | ---- |
| 196      | 42   | 日本国憲法の改正手続に関する法律の一部を改正する法律案               | 成立 | 6月11日 |      |
| 204      | 19   | 教育職員等による児童生徒性暴力等の防止等に関する法律案               | 成立 | 5月28日 |      |
| 204      | 20   | 災害時等における船舶を活用した医療提供体制の整備の推進に関する法律案 | 成立 | 6月11日 |      |
| 204      | 28   | 特定石綿被害建設業務労働者等に対する給付金等の支給に関する法律案     | 成立 | 6月9日  |      |
| 204      | 32   | 特定患者等の郵便等を用いて行う投票方法の特例に関する法律案           | 成立 | 6月15日 |      |
| 204      | 37   | 宇宙資源の探査及び開発に関する事業活動の促進に関する法律案           | 成立 | 6月15日 |      |

### 条約
| 提出回次 | 番号 | 議案件名                   | 結果     | 成立日  | 備考 |
| -------- | ---- | -------------------------- | -------- | ------- | ---- |
| 204      | 1    | 地域的な包括的経済連携協定 | 両院承認 | 4月28日 |      |

## 今国会の動き

### 会期中
- 1月18日 - 召集。
  - この時点で、衆議院議員1人、参議院議員1人が欠員。
  - 開会式。天皇が「おことば」を述べた。
  - 衆議院と参議院の本会議で、菅義偉内閣総理大臣の施政方針演説。茂木敏充外務大臣の外交演説、麻生太郎財務大臣の財政演説と西村康稔内閣府特命担当大臣（経済財政政策担当）の経済演説がそれぞれ行われた（政府四演説）[3]。
- 1月20日
  - 代表質問1日目
    - 衆議院本会議で、立憲民主党代表・枝野幸男と逢坂誠二、自由民主党幹事長・二階俊博が質疑を行った[4]。
- 1月21日
  - 代表質問2日目
    - 午前中は参議院本会議で、立憲民主党参議院議員会長・水岡俊一、自由民主党の武見敬三が質疑を行った[5]。
    - 午後は衆議院本会議で、公明党幹事長・石井啓一、日本共産党委員長・志位和夫、日本維新の会幹事長・馬場伸幸、国民民主党代表・玉木雄一郎の順で質疑を行った[6]。

  - 東京地方裁判所は、2019年7月の参院選広島選挙区の買収事件をめぐり、公職選挙法違反の罪に問われた無所属の河井案里参議院議員に対し、懲役1年4カ月、執行猶予5年の有罪判決を言い渡した。
- 1月22日
  - 代表質問最終日
    - 午前中は参議院本会議で、公明党代表・山口那津男と日本維新の会共同代表・片山虎之助が質疑を行った。
    - 午後は同じく参議院本会議で、国民民主党幹事長・榛葉賀津也、日本共産党書記局長・小池晃、立憲民主党常任幹事会議長・田名部匡代、自由民主党参議院筆頭副幹事長・渡辺猛之の順で質疑を行った[7]。
- 2月1日
  - 自由民主党の松本純国会対策委員長代理と公明党の遠山清彦幹事長代理（いずれも衆議院議員）が新型コロナウイルス感染症のまん延に伴う緊急事態宣言中に銀座の高級クラブに行っていた問題で、松本は当初、松本と遠山のみ出席していたと説明していたが、実際には自民党の大塚高司国会対策副委員長と田野瀬太道文部科学副大臣（いずれも衆議院議員）も同席していた事が発覚し、遠山は議員辞職。また松本、大塚、田野瀬の3名は党から離党勧告を受け、離党[8][9]。
  - 希望の党の井上一徳衆議院議員が離党。
- 2月3日 - 公職選挙法違反で有罪判決を受けた河井案里が議員辞職[10]。
- 2月5日
  - 河井案里に対する有罪判決が確定し、当選無効となった。
  - NHKから自国民を守る党が党名をNHK受信料を支払わない方法を教える党に変更。
- 2月10日 - 遠山清彦の議員辞職に伴い、衆議院比例九州ブロックにて次点の吉田宣弘が繰り上げ当選[11]。
- 2月17日 - 自由民主党の白須賀貴樹衆院議員が、緊急事態宣言中に午後8時以降に会員制ラウンジに行っていた事を認め、離党[12]。
- 2月22日 - 自由民主党の橋本聖子参議院議員が、2020年東京オリンピック・パラリンピック競技大会組織委員会の会長に就任したことに伴い、離党。
- 3月24日 - 無所属の礒崎哲史、田村麻美、濱口誠の3名の参議院議員が国民民主党に入党。
- 4月1日
  - 衆議院本会議で武田良太総務大臣に対する不信任決議案を反対多数で否決。
  - 無所属の河井克行衆議院議員が議員辞職。補欠選挙はなく、広島県第3区は次回の総選挙まで欠員となる。
- 4月25日 - 統一補欠・再選挙
  - 衆議院北海道第2区補欠選挙で立憲民主党の松木謙公が当選。
  - 参議院長野県選挙区補欠選挙で立憲民主党の羽田次郎が当選。
  - 参議院広島県選挙区再選挙で結集ひろしまの宮口治子が当選。
- 5月14日 - 自由民主党の岩井茂樹参議院議員が静岡県知事選挙出馬のため議員辞職。
- 5月17日 - NHK受信料を支払わない方法を教える党が党名を古い政党から国民を守る党に変更。
- 5月21日 - 民法の成人年齢が18歳に引き下げられることに合わせ、18歳と19歳を「特定少年」と位置づけ、家庭裁判所から検察官に逆送致する事件の対象を拡大することや、起訴された場合には実名報道を可能とすることを盛り込んだ改正少年法が参議院本会議で可決、成立[13][14][15][16]。
- 6月2日 - 自由民主党の菅原一秀衆議院議員が離党。
- 6月3日 - 菅原一秀が議員辞職。補欠選挙はなく、東京都第9区は次回の総選挙まで欠員となる。
- 6月9日 - 衆参両院の国家基本政策委員会の合同審査会で、菅義偉内閣発足後初となる党首討論。菅首相と立憲民主党の枝野代表、日本維新の会の片山共同代表、国民民主党の玉木代表、日本共産党の志位委員長が参加した[17]。
- 6月15日
  - 衆議院本会議で、立憲民主党、日本共産党、国民民主党、社会民主党が提出した菅内閣不信任決議案を自由民主党、公明党、日本維新の会などの反対多数で否決[18]。
  - 参議院本会議で、森屋宏参議院内閣委員長に対する解任決議案を反対多数で否決。
- 6月16日 - 会期末。
  - 参議院本会議で、水落敏栄参議院議院運営委員長に対する解任決議案を反対多数で否決。

## 委員会・審査会・調査会
| 委員会・審査会                                     | 委員長・会長 | 所属会派               |
| -------------------------------------------------- | ------------ | ---------------------- |
| 内閣委員会                                         | 木原誠二     | 自由民主党・無所属の会 |
| 総務委員会                                         | 石田祝稔     | 公明党                 |
| 法務委員会                                         | 義家弘介     | 自由民主党・無所属の会 |
| 外務委員会                                         | 阿部俊子     | 自由民主党・無所属の会 |
| 財務金融委員会                                     | 越智隆雄     | 自由民主党・無所属の会 |
| 文部科学委員会                                     | 左藤章       | 自由民主党・無所属の会 |
| 厚生労働委員会                                     | 渡嘉敷奈緒美 | 自由民主党・無所属の会 |
| 農林水産委員会                                     | 高鳥修一     | 自由民主党・無所属の会 |
| 経済産業委員会                                     | 富田茂之     | 公明党                 |
| 国土交通委員会                                     | 赤間二郎     | 自由民主党・無所属の会 |
| 環境委員会                                         | 石原宏高     | 自由民主党・無所属の会 |
| 安全保障委員会                                     | 若宮健嗣     | 自由民主党・無所属の会 |
| 国家基本政策委員会                                 | 浜田靖一     | 自由民主党・無所属の会 |
| 予算委員会                                         | 金田勝年     | 自由民主党・無所属の会 |
| 決算行政監視委員会                                 | 馬淵澄夫     | 立憲民主党・無所属     |
| 議院運営委員会                                     | 高木毅       | 自由民主党・無所属の会 |
| 懲罰委員会                                         | 福田昭夫     | 立憲民主党・無所属     |
| 災害対策特別委員会                                 | 金子恭之     | 自由民主党・無所属の会 |
| 政治倫理の確立及び公職選挙法改正に関する特別委員会 | 川崎二郎     | 自由民主党・無所属の会 |
| 沖縄及び北方問題に関する特別委員会                 | 西村智奈美   | 立憲民主党・無所属     |
| 北朝鮮による拉致問題等に関する特別委員会           | 古川禎久     | 自由民主党・無所属の会 |
| 消費者問題に関する特別委員会                       | 永岡桂子     | 自由民主党・無所属の会 |
| 科学技術・イノベーション推進特別委員会             | 田嶋要       | 立憲民主党・無所属     |
| 東日本大震災復興特別委員会                         | 根本匠       | 自由民主党・無所属の会 |
| 原子力問題調査特別委員会                           | 渡辺博道     | 自由民主党・無所属の会 |
| 地方創生に関する特別委員会                         | 伊東良孝     | 自由民主党・無所属の会 |
| 憲法審査会                                         | 細田博之     | 自由民主党・無所属の会 |
| 情報監視審査会                                     | 松野博一     | 自由民主党・無所属の会 |
| 政治倫理審査会                                     | 森英介       | 自由民主党・無所属の会 |

| 委員会・審査会・調査会                       | 委員長・会長 | 所属会派             |
| -------------------------------------------- | ------------ | -------------------- |
| 内閣委員会                                   | 森屋宏       | 自由民主党・国民の声 |
| 総務委員会                                   | 浜田昌良     | 公明党               |
| 法務委員会                                   | 山本香苗     | 公明党               |
| 外交防衛委員会                               | 長峯誠       | 自由民主党・国民の声 |
| 財政金融委員会                               | 佐藤信秋     | 自由民主党・国民の声 |
| 文教科学委員会                               | 太田房江     | 自由民主党・国民の声 |
| 厚生労働委員会                               | 小川克巳     | 自由民主党・国民の声 |
| 農林水産委員会                               | 上月良祐     | 自由民主党・国民の声 |
| 経済産業委員会                               | 有田芳生     | 立憲民主・社民       |
| 国土交通委員会                               | 江崎孝       | 立憲民主・社民       |
| 環境委員会                                   | 長浜博行     | 立憲民主・社民       |
| 国家基本政策委員会                           | 大塚耕平     | 国民民主党・新緑風会 |
| 予算委員会                                   | 山本順三     | 自由民主党・国民の声 |
| 決算委員会                                   | 野村哲郎     | 自由民主党・国民の声 |
| 行政監視委員会                               | 野田国義     | 立憲民主・社民       |
| 議院運営委員会                               | 水落敏栄     | 自由民主党・国民の声 |
| 懲罰委員会                                   | 室井邦彦     | 日本維新の会         |
| 災害対策特別委員会                           | 新妻秀規     | 公明党               |
| 沖縄及び北方問題に関する特別委員会           | 鈴木宗男     | 日本維新の会         |
| 政治倫理の確立及び選挙制度に関する特別委員会 | 松村祥史     | 自由民主党・国民の声 |
| 北朝鮮による拉致問題等に関する特別委員会     | 山谷えり子   | 自由民主党・国民の声 |
| 政府開発援助等に関する特別委員会             | 松下新平     | 自由民主党・国民の声 |
| 地方創生及び消費者問題に関する特別委員会     | 石井浩郎     | 自由民主党・国民の声 |
| 東日本大震災復興特別委員会                   | 杉尾秀哉     | 立憲民主・社民       |
| 国際経済・外交に関する調査会                 | 鶴保庸介     | 自由民主党・国民の声 |
| 国民生活・経済に関する調査会                 | 芝博一       | 立憲民主・社民       |
| 資源エネルギーに関する調査会                 | 宮澤洋一     | 自由民主党・国民の声 |
| 憲法審査会                                   | 林芳正       | 自由民主党・国民の声 |
| 情報監視審査会                               | 藤井基之     | 自由民主党・国民の声 |
| 政治倫理審査会                               | 金子原二郎   | 自由民主党・国民の声 |